# Ole Tobias Olsen
Ole Tobias Olsen, né le 18 août 1830 à Rana et mort le 6 juillet 1924 à Kristiania (auj. Oslo), est un homme politique, photographe et ingénieur norvégien. 
Il est le fondateur de la ligne du Nordland.

## Biographie

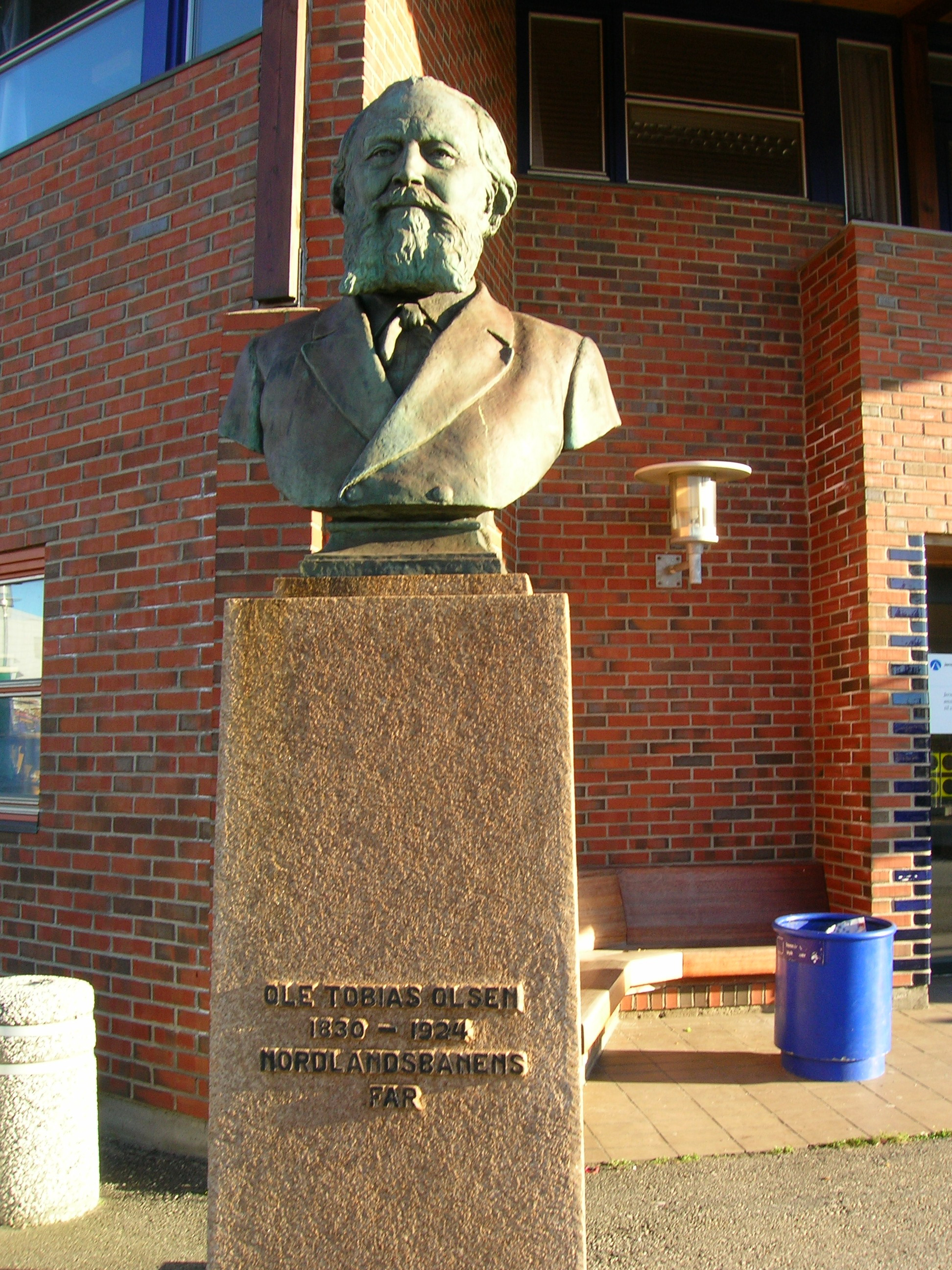
Buste à la gare ferroviaire de Mo i Rana.

Enseignant dès 1851 à Tromsø, Hadsel, Vesterålen et Kristiania (1855), il est diplômé de théologie en 1865. En 1870, il reçoit une bourse pour collectionner les contes de fées, le folklore et les airs folkloriques de Rana. Au début de ces années-là, il entreprend aussi une étude préliminaire d'un projet de ligne de chemin de fer à l'est de Mo i Rana. Il propose alors en 1872 la construction d'un chemin de fer de 729 km de long allant de Bodø à Trondheim et Morgenbladet. 
Vicaire et maire de Hattfjelldal (1883-1904), en 1905, il s'installe à Kristiania où il vit jusqu'à sa mort. 
Membre de la Commission des chemins de fer du comté de Nordland (1885), il est fait en 1919 chevalier de 1re classe de l'Ordre de Saint-Olaf. En 1923, peu avant sa mort, le Parlement norvégien approuve l'extension de la ligne du Nordland jusqu'à Bodø, destination finale de la ligne ferroviaire.

## Distinctions
- Chevalier de 1re classe de l'ordre de Saint-Olaf

## Publications
- 1891 : Nogle Indlednings-Salmer
- 1912 : Norske folkeeventyr og sagn: samlet i Nordland

## Hommages
- Mo I Rana : Ole Tobias Hotel[4]
- Mo I Rana : Ole Tobias Olsens gate
- Mo I Rana : buste à la gare ferroviaire de Mo i Rana
- Bodø : Ole Tobias Olsens vei